# Cal Gener
|  | No s'ha de confondre amb Can Gener. |

|  | Per a altres significats, vegeu «Cal Gener (Albinyana)». |

Cal Gener, Cal Jané o Cal Gener dels Tòlics és una masia de la parròquia de Gargallà, el municipi de Montmajor, el Berguedà. Cal Gener del Tòlic és a 2,5 km de la carretera B-420 de Cardona a Montmajor, en un desviament a entre els km 6 i 7 a la dreta (sentit Cardona) a la banda contrària del poble de Gargallà.
És un edifici que és patrimoni immoble que té un ús residencial i és de titularitat privada. Està en bon estat de conservació i no està protegit. En els seus orígens, la casa rebia el nom de can Gener. Quan Joan Quer de Can Gener es va casar amb Margarida Fons del mas Tòlix de Sant Feliu de Lluelles el 1592, la casa va agafar el nom de les dues cases i es va passar a dir Gener de Tòlics. L'edifici està inventariat amb el número IPA-3508.

## Arquitectura
Cal Gener té la planta rectangular i la coberta a dues vessants. El seu carener és paral·lel a la façana de llevant, en la que hi ha la porta principal que té un arc de mig punt rebaixat. A la façana de migdia hi havia una eixida d'arc de mig punt que fou substituïda per finestres quadrades petites fa pocs anys. Té els murs arrebossats. La masia es va ampliar per la banda septentrional i pel migdia. El seu interior té una estructura clàssica basilical amb una gran sala al centre de 82 metres quadrats, en la que s'hi obren diverses dependències. Dins la sala hi ha una capella dedicada a la Verge dels Dolors i un rellotge encastat a la paret. L'escala interior és poc habitual, ja que conserva la pedra marcada a la part superior que correspon al sostre. Hi ha un pou d'aigua al costat de l'escala i la casa té el celler al primer pis.

## Història
Cal Gener, juntament amb les masies de Fígols, Calabuig i Torrebadella, formava part del terme parroquial de Sant Sadurní de Fígols. Al segle xvi es va construir la masia i es va ampliar al segle xviii. Igual que les cases de Gargallà, la casa pagava els delmes al monestir de Santa Maria de Ripoll.
Des del 1557 hi ha documentació directa que fa referència a Cal Gener, cosa que fa pensar que abans ja hi hagués una altra casa que podria haver estat edificada a finals de l'edat medieval, tot i que no se n'han trobat vestigis arqueològics. La vinya era la principal activitat econòmica fins que al segle xix hi hagués la plaga de la fil·loxera, que va provocar la destrucció de tota la vinya de Gargallà, que es va substituir pel conreu de cereals.
Els propietaris tenen un fons documental en pergamí i paper important.